# Vergisson
Vergisson ist eine französische Gemeinde im Département Saône-et-Loire in der Region Bourgogne-Franche-Comté. Sie gehört zum Arrondissement Mâcon und zum Kanton La Chapelle-de-Guinchay (bis 2015: Kanton Mâcon-Sud). Die Gemeinde hat 233 Einwohner (Stand: 1. Januar 2022), sie werden Vergissonais genannt.

## Geografie
Vergisson ist ein Weinbauort und liegt rund zehn Kilometer in westlicher Richtung von Mâcon in der Mâconnais. Umgeben wird Vergisson von den Nachbargemeinden Bussières im Norden, Prissé im Nordosten, Davayé im Osten, Solutré-Pouilly im Süden und Südosten, Cenves im Südwesten sowie Serrières im Westen.
Die Gemeinde gehört zum Weinbaugebiet Bourgogne, in dem vor allem Weine der Appellation Pouilly-Fuissé produziert werden.

## Bevölkerung
| Einwohner                                                  | 464 | 397 | 484 | 494 | 475 | 446 | 440 | 420 | 469 | 443 | 391 | 381 | 353 | 295 | 279 | 285 | 282 | 245 | 245 | 257 | 247 | 241 | 237 |
| Ab 1962 offizielle Zahlen ohne Einwohner mit Zweitwohnsitz |     |     |     |     |     |     |     |     |     |     |     |     |     |     |     |     |     |     |     |     |     |     |     |

## Sehenswürdigkeiten
- Menhir von Chancerons, seit 1958 Monument historique

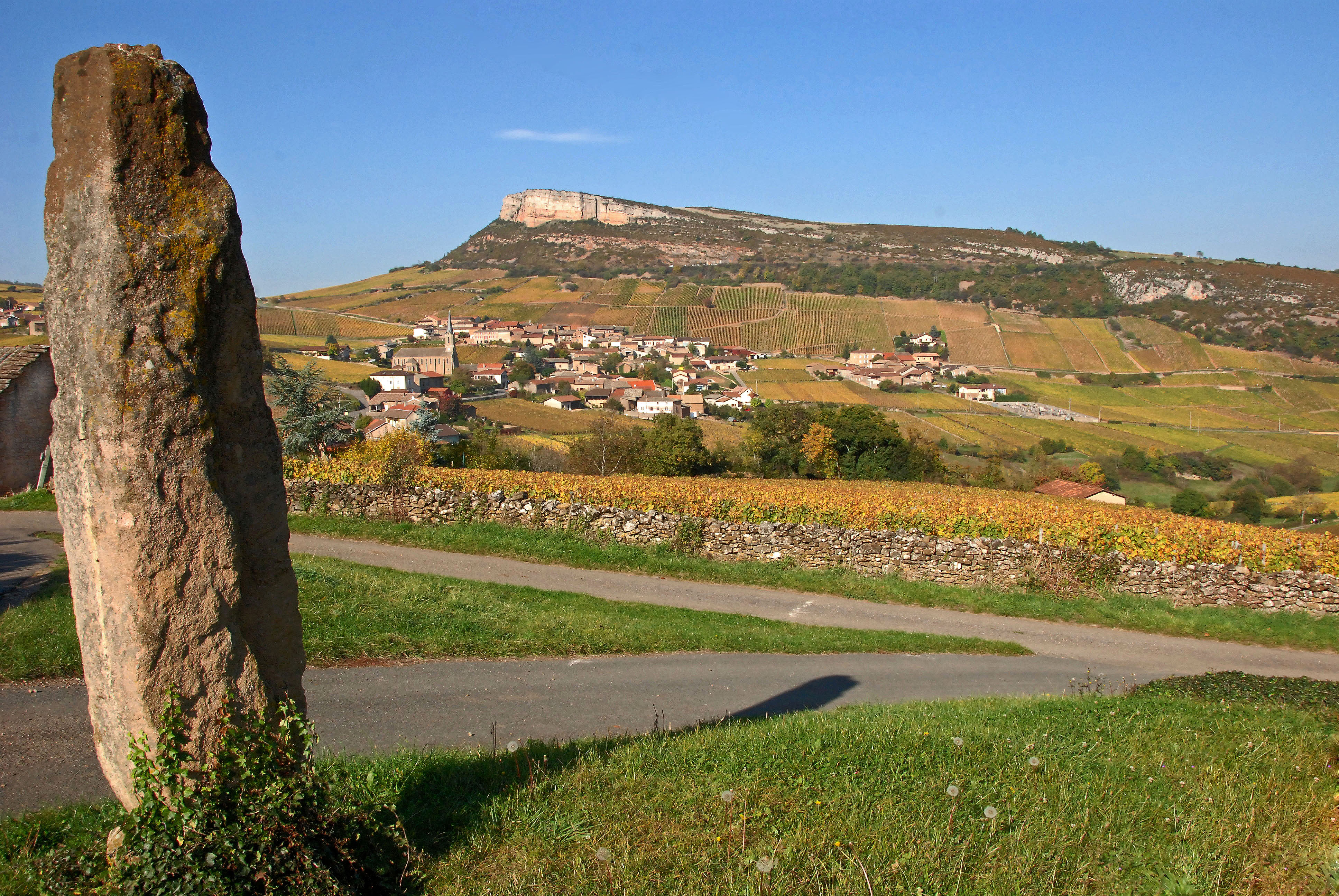
Megalith (Menhir) Chancerons
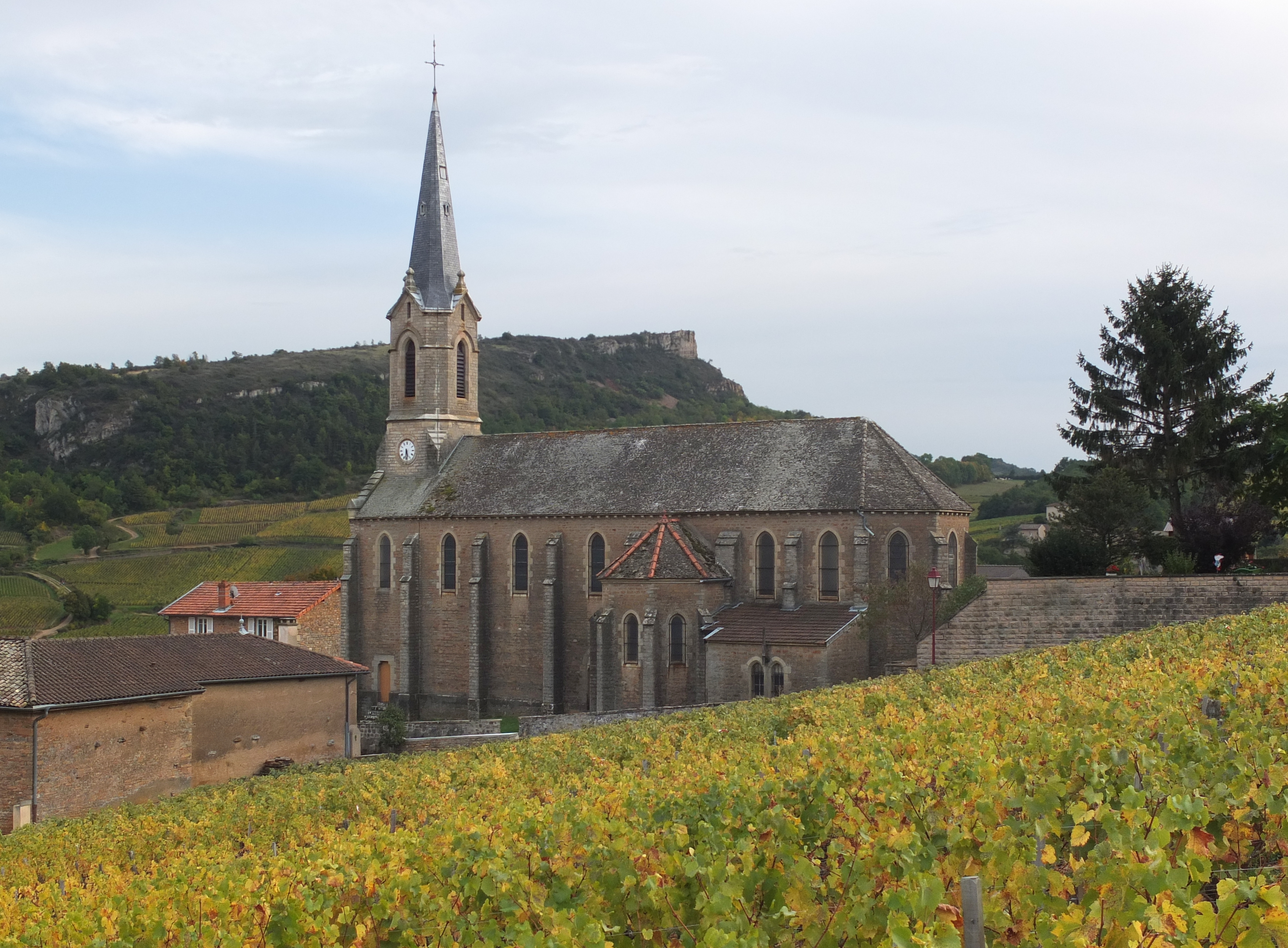
Église Saint-Martin